# Traité d'Adoua
Le traité d'Adoua est signé le 3 juin 1884 entre l'Empire éthiopien, l'Égypte et le Royaume-Uni. Il est également appelé traité Hewett du nom du négociateur britannique sir William Hewett.
Le traité interrompt le conflit égypto-éthiopien. En échange d'un soutien éthiopien au Soudan, en particulier à l'évacuation des troupes défaites par les Mahdistes soudanais, l'Éthiopie récupère quelques territoires occupés par l'Egypte, en particulier la région du Bogos et Kassala.
Un autre point central est la question du libre transit des marchandises à Massawa, principal port de l'Éthiopie. Les Britanniques l'acceptent, et une cession du port de Zula à l'Éthiopie aurait même été envisagée . Cependant le 5 février 1885, huit mois après la signature, Londres laisse l'Italie occuper Massawa.
C'est à la suite de ce traité que le negus Yohannes IV entre en conflit avec les Mahdistes, au cours duquel il meurt à la bataille de Metemma en 1888 après le pillage de Gondar.
Pour les analystes contemporains, ce traité est vu comme ayant finalement été un leurre pour l'Éthiopie, qui n'y a pas gagné un accès à la mer, n'a finalement obtenu que peu de territoires (Kassala n'est en fait pas obtenue, occupée par les Mahdistes puis les Italiens, avant d'être cédée au Soudan en 1897) et s'est trouvée entraîné dans un conflit difficile contre le Soudan.